# Панде Йовчевски
Панде Стевов Йовчевски с псевдоним Кайзеро е югославски партизанин и деец на комунистическата съпротива във Вардарска Македония.

## Биография
Роден е на 15 юли 1923 година в битолското село Лавци. Занимава се със земеделие. На 25 ноември 1942 година се включва в частите на НОВМ. Партизанин е в Битолския народоосвободителен партизански отряд „Яне Сандански“, а след това и в Битолско-преспанския партизански отряд „Даме Груев“. На 22 юни 1943 година е открит от българската полиция и завързва престрелка с тях. След като му свършват амунициите се самоубива.